# 3513 Quqinyue
3513 Quqinyue eller 1965 UZ är en asteroid i huvudbältet som upptäcktes den 16 oktober 1965 av Purple Mountain-observatoriet i Nanjing, Kina. Den är uppkallad efter Qu Qinyue.
Asteroiden har en diameter på ungefär 11 kilometer.